# Johann Valentin Tischbein
Johann Valentin Tischbein (Kloster Haina, 11 december 1715 - Hildburghausen, 24 april 1768) was een Duits kunstschilder uit de bekende schildersdynastie Tischbein.

## Biografische schets

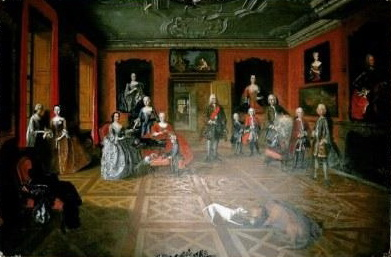
Das große Familienstück, Ludwig, graaf van Hohenlohe-Langenburg en familie (J.V. Tischbein, ca. 1745)

Johann Valentin Tischbein werd in 1715 te Kloster Haina geboren als een van acht kinderen van de meesterbakker Johann Heinrich Tischbein (1682–1764). Een van zijn oudere broers was Johann Heinrich Tischbein de Oudere.
Van 1729 tot 1736 was hij in de leer bij de hofschilder Johann Christian Fiedler in Darmstadt en bij Johann Georg von Freese in Kassel. Over zijn bezigheden tussen 1736 en 1739 is niets bekend. Vanaf 1741 was hij hofschilder van de graaf van Solms-Laubach. Van 1744 tot 1747 was hij hofschilder van de vorst van Hohenlohe-Kirchberg in Kirchberg an der Jagst, waar hij in het huwelijk trad met zijn eerste vrouw Margarete Dieffenbach. Kort daarna kreeg hij een grote opdracht van de gouverneur van Maastricht, Hobbe Esaias, baron van Aylva, om negen meer dan levensgrote (postume) portretten van de gouverneurs van de vesting Maastricht te schilderen. Terwijl hij aan de opdracht van gouverneur van Aylva werkte, werd zijn zoon Johann Friedrich August Tischbein in 1750 te Maastricht geboren. Deze zou later als de "Leipziger Tischbein" eveneens een bekend portretschilder worden. Nog in hetzelfde jaar trok de familie naar Den Haag, waar Johann Valentin verschillende opdrachten kreeg van het stadhouderlijk hof.
Pas in 1764 keerde Johann Valentin Tischbein terug naar Duitsland. In Kassel werkte hij enige tijd als decorschilder voor de landgraaf van Hessen-Kassel. Daarna werkte hij enige tijd als hofschilder van Ernst Frederik III Karel, vorstvan Saksen-Hildburghausen. In 1765 trad hij in het huwelijk met zijn tweede echtgenote, Elisabeth Faure. Hij stierf in 1768 op 52-jarige leeftijd in Hildburghausen.

## Werken
- Negen portretten van gouverneurs van Maastricht (o.a. Frederik Maurits de La Tour d'Auvergne, George Frederik van Waldeck-Eisenberg, Johan Adolf van Sleeswijk-Holstein-Sonderburg-Plön, Daniël Wolff baron van Dopff, Claude-Frédéric t'Serclaes van Tilly en Willem VIII van Hessen-Kassel), tegenwoordig in het jachtslot Fasanerie in Fulda (ca. 1747-'50)
- Portret van Anna van Hannover, dochter van George II van Groot-Brittannië en echtgenote van Willem IV van Oranje-Nassau (1753)
- Portretten van diverse leden van de hertogelijke familie Saksen-Hildburghausen, o.a. hertog Ernst Frederik III en prins-regent Joseph Friedrich (1764-'68).

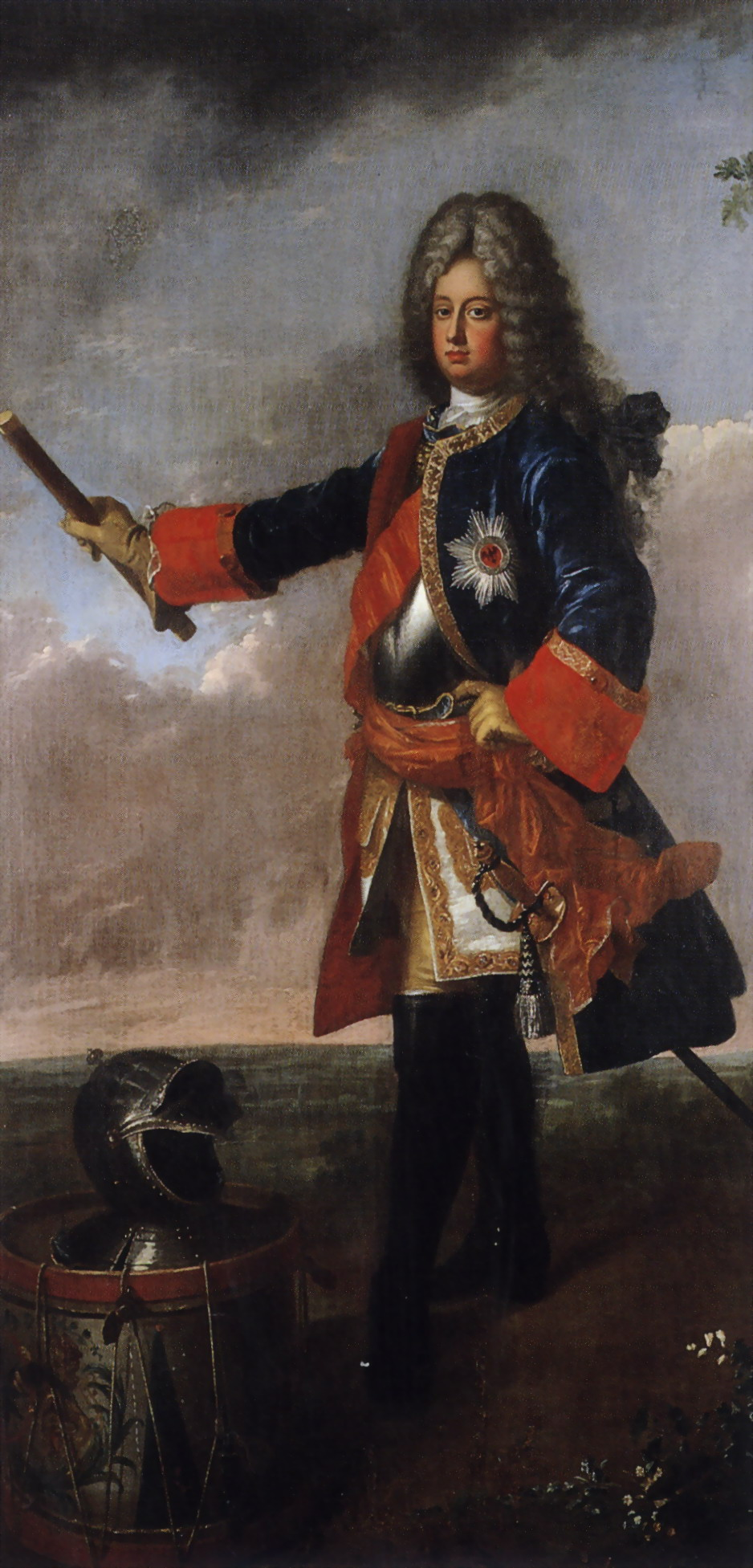
Claude-Frédéric t'Serclaes van Tilly, ca. 1750
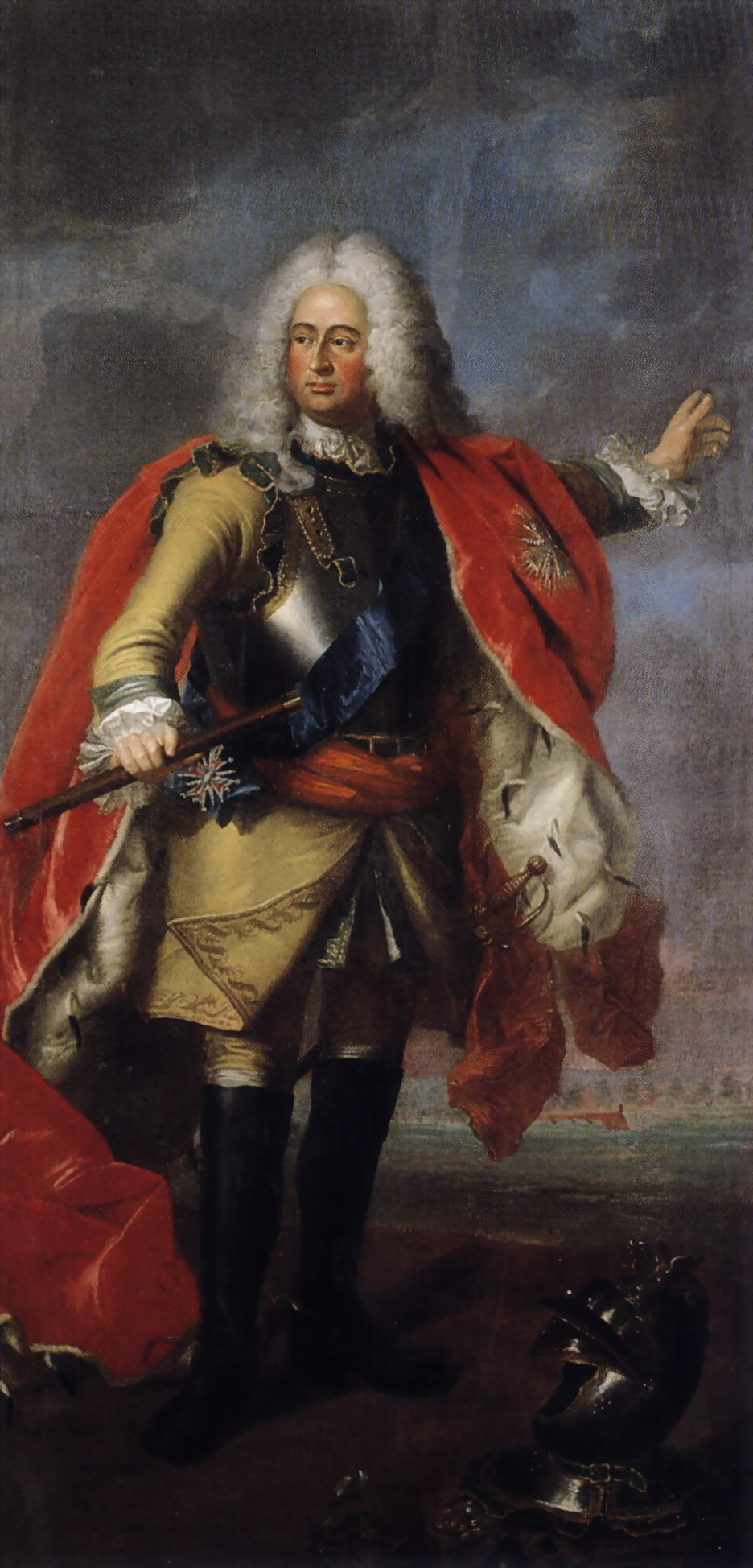
Willem VIII van Hessen-Kassel, ca. 1750
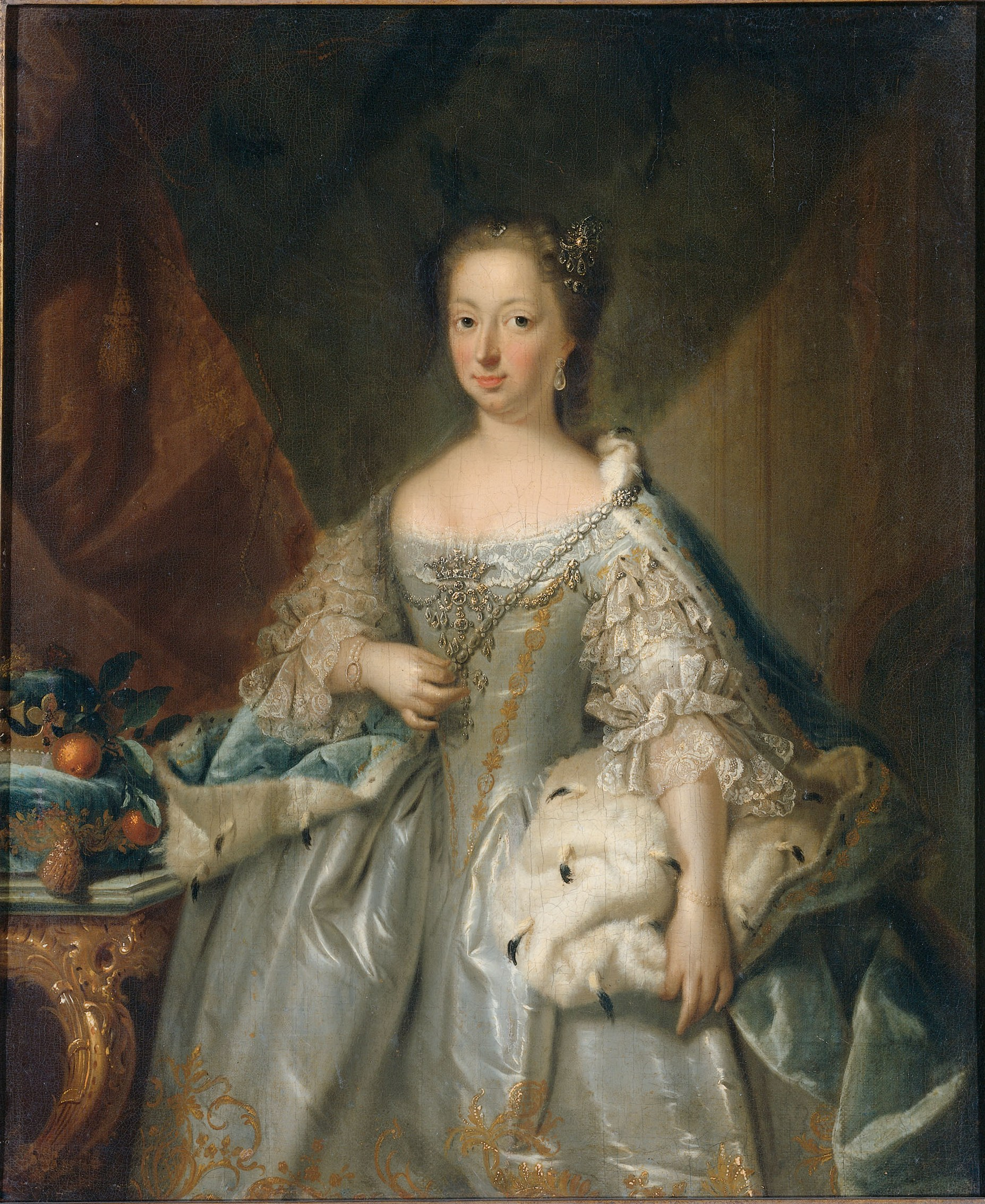
Anna van Hannover, 1753
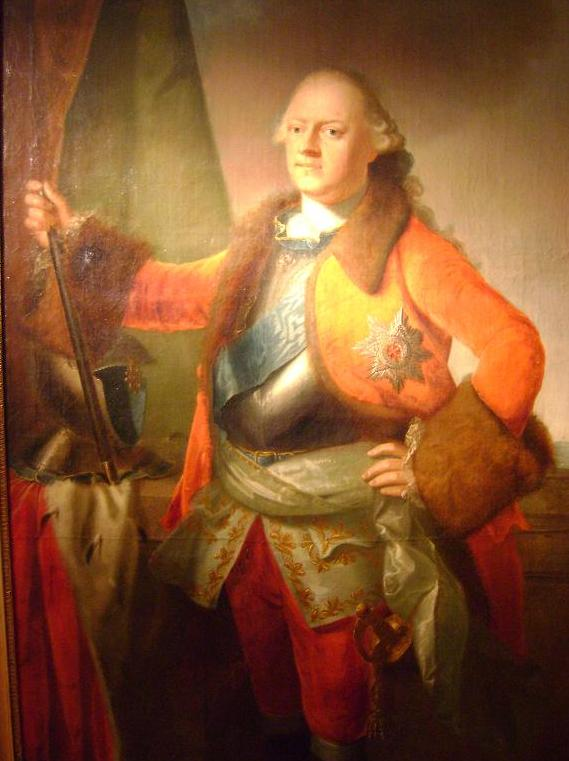
Ernst Frederik III van Saksen-Hildburghausen, ca. 1765

- Gemeinsame Normdatei: 118758357
- International Standard Name Identifier: 0000 0000 6676 8005
- RKD-Nederlands Instituut voor Kunstgeschiedenis: 77634
- Union List of Artist Names: 500007224
- Virtual International Authority File: 40173913
- WorldCat: E39PBJfRDVxjg36xjCtX68Rh73